# ほいっとに
ほいっとに（1972年6月17日 - ）は、元吉本興業所属の芸人、アームレスラー。

## 来歴
かつては吉本興業に所属しお笑い芸人として活動。渋谷公園通り劇場などに出演。
また、アームレスリングの選手として数々の大会で入賞。最高位は2004年のアジア大会レフトハンド63キロ級3位。

## 出演

### CM
- 『東鳩チーズブリックス』（1995年、東鳩）
- 『バーチャルボーイ用ソフトインスマウスの館』（1995年、アイマックス）
- 『スーパー花札2』（1995年、アイマックス）

### 映画
- 『学校II』（1996年）
- 『SUN,RUN,GUN 脳みそぶっぱなしツアー1泊2日』（1997年）